# Selos e história postal da Birmânia
A Birmânia, designada por Myanmar desde 1990, é o maior país da Indochina (Sudeste Asiático continental). O país faz fronteira com a China a nordeste, com o Laos a este, com a Tailândia a sudeste, com o Bangladesh a oeste e com a Índia a noroeste. A sul, é banhado pelo mar de Andaman. 
A sua história postal reflete a conturbada história política do país, tendo passado por várias fases ao longo dos últimos cem anos: o governo colonial britânico na Índia (1886-1942), a ocupação japonesa (1942-1945), a administração militar britânica (1945-1948), a independência da Birmânia e o regime democrático (1948-1962), o regime militar e a via birmanesa para o socialismo (1962-1988) e o governo do Conselho de Estado para a Paz e o Desenvolvimento (de 1988 até à atualidade).

## Governo colonial britânico

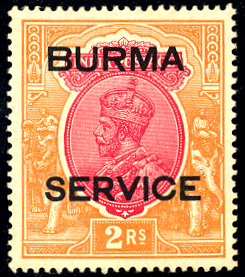
Selo de 1937, com a sobrecarga Burma sobre um selo da Índia.

A partir de 1854, foram sendo usados na Birmânia os selos da Índia britânica. No dia 1 de abril de 1937, após a separação da Índia, foram emitidos os primeiros selos birmaneses, que eram ainda selos indianos com a efígie do rei Jorge V, nos quais foi sobrecarregada a palavra BURMA na parte superior.
Os primeiros selos oficiais da Birmânia surgiram em 1938, já com a inscrição original "Burma Postage" sobre a efígie de Jorge VI.

## Ocupação japonesa
Durante a II Guerra Mundial a Birmânia foi invadida por tropas japonesas que ocuparam o território entre 1942 e 1945. Foram emitidos selos pelo Exército Japonês durante o ano de 1942 e, nos dois anos seguintes, pelo governo birmanês sob permissão das forças ocupantes. Estes selos eram impressos com letras do alfabeto birmanês e do katakana japonês.
Contudo, o estado Shan, situado na parte oriental do país junto à fronteira com a Tailândia, emitia os seus próprios selos com a inscrição "Estado da Birmânia" (bama naing-ngan daw) só em birmanês. Tal refletia a natureza complexa da ocupação japonesa, a qual terminou em 1945 com o final da guerra.

## Administração militar britânica

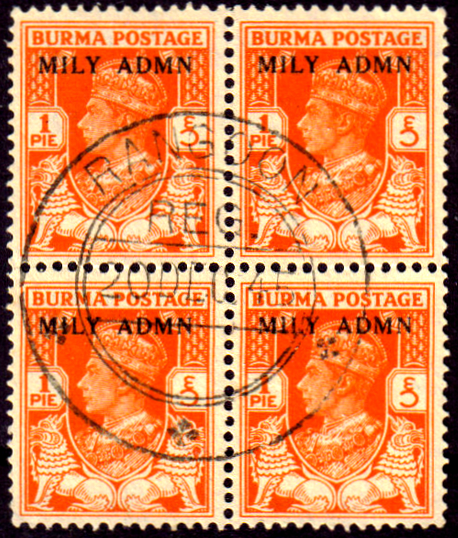
Selos de 1945, usados em Rangum para correio registado.

Após a saída dos japoneses, os ingleses voltaram e logo começaram a imprimir novos selos, agora já não só com a face do monarca, mas também com motivos alusivos à vida birmanesa: trabalhos agrícolas, elefantes, barcos, pagodes e figuras mitológicas.[carece de fontes?]

## Independência e regime democrático
O regime colonial terminou com a independência do país em 4 de janeiro de 1948. Os primeiros selos pós-independência aproveitaram os motivos dos últimos selos coloniais, mas com a substituição da efígie do rei Jorge VI pela de Aung San, herói da independência e que havia sido assassinado no dia 19 de julho de 1947.
As emissões subsequentes homenagearam os heróis nacionais e também a U.P.U., o Budismo e a UNICEF.